# Maurice Couve de Murville (Bischof)
Maurice Noël Léon Couve de Murville (* 27. Juni 1929 in Saint-Germain-en-Laye, Frankreich; † 3. November 2007 in Littlehampton, Großbritannien) war Erzbischof des Erzbistums Birmingham.

## Leben
Maurice Couve de Murville wuchs ab 1936 in Großbritannien auf, wohin seine Familie übersiedelte. Er empfing am 29. Juni 1957 das Sakrament der Priesterweihe. Später war er als Kaplan an der Universität Cambridge und der Universität Sussex tätig.
Am 22. Januar 1982 ernannte Papst Johannes Paul II. ihn zum Erzbischof des Erzbistums Birmingham. Die Bischofsweihe spendete ihm Erzbischof Bruno Bernhard Heim. Mitkonsekratoren waren Erzbischof Jean-Marie Lustiger und Bischof Basil Christopher Butler.
Papst Johannes Paul II. nahm am 12. Juni 1999 sein aus Gesundheitsgründen vorgebrachtes Rücktrittsgesuch an. Anfang November 2007 starb Maurice Couve de Murville nach langer, schwerer Krebskrankheit in einem Pflegeheim in Littlehampton.
Er war Ehren-Konventualkaplan des Malteserordens und ein Cousin des protestantischen französischen Politikers und ehemaligen Premierministers Maurice Couve de Murville.